# Милорад Арсениевич
Милорад Арсениевич (на сърбохърватски: Милорад Арсенијевић / Milorad Arsenijević) е югославски футболист, защитник.

## Кариера

### Футболист
Той започва да играе в Мачва, а през 1926 г. преминава в БСК, където играе до 1937 г. С белградския отбор става 4 пъти шампион на Югославия.
Като част от националния отбор на Югославия, от 1927 до 1936 г. има 52 мача. Част от състава на Олимпиадата през 1928 г. и Световната купа през 1930 г.

### Треньор
От 1946 до 1954 г. Арсениевич работи с националния отбор на Югославия, когото ръководи по време на Олимпиадата през 1948 г., на Световното първенство през 1950 и Олимпийските игри през 1952 г.